# Lutzomyia corumbaensis
Lutzomyia corumbaensis är en tvåvingeart som beskrevs av Galati E. A. B., Nunes V. L. B., Oshiro E. T., Rego Jr F. A. 1989. Lutzomyia corumbaensis ingår i släktet Lutzomyia och familjen fjärilsmyggor. Inga underarter finns listade i Catalogue of Life.